# Державна служба охорони при Міністерстві внутрішніх справ України
Держа́вна слу́жба охоро́ни при МВС Украї́ни (ДСО, Управління державної служби охорони — УДСО) — організація Міністерства внутрішніх справ України, яка надавала послуги із захисту майнових інтересів і життя громадян України.
7 листопада 2015 року була ліквідована. Повноваження передано Поліції охорони.

## Історія
Почалася організація даної служби 5 лютого 1919 року з прийняттям Радою Народних Комісарів УСРР декрету про організацію на території УРСР робітничо-селянської радянської міліції.
1966 р. затверджено «Положення про позавідомчу охорону при органах міліції Української РСР» (рос. Вневедомственная охрана при МВД УССР), яке діяло до 1993 р.
10 серпня 1993 р. за № 615 прийнята постанова КМУ «Про заходи щодо вдосконалення охорони об'єктів державної та інших форм власності», якою:
- Утворено на базі підрозділів охорони при органах внутрішніх справ Державну службу охорони при Міністерстві внутрішніх справ;
- затверджено «Положення про Державну службу охорони при Міністерстві внутрішніх справ»;
- затверджено перелік об'єктів, що підлягають обов'язковій охороні підрозділами ДСО за договорами.

7 листопада 2015 року була ліквідована. Повноваження передані Поліції охорони.

## Матеріально-технічний і людський потенціал
ДСО мала більше 200 пультів централізованої охорони, сучасні засоби зв'язку, парк спецавтомобілів, новітню вогнепальну зброю.
Всі об'єкти, що охороняються за допомогою технічних засобів, підключені до пультів централізованої охорони. Підрозділами ДСО оснащено кнопками тривожної сигналізації та відповідними інформаційними написами 3085 місць термінового виклику. Для організації дистанційного контролю за оперативною обстановкою в місцях масового перебування громадян установлено 604 системи відеоспостереження.
Групи затримання — мобільні наряди міліції цілодобово патрулюють міста і райони України. Одночасно на службу заступають близько 500 груп затримання.
2009 року під охороною ДСО було майже 95 тис. об'єктів і понад 92,5 тис. помешкань громадян (квартири, офіси, магазини, торговельні центри, стратегічні об'єкти, дачні будинки тощо). Служба співпрацювала також із численними приватними охоронними службами. Через те, що працівник приватної компанії не має права заходити до приміщення, де відбувся злочин, у випадку виявлення злочинця, вони викликали поліцію та блокували його в приміщенні до її приїзду.

## Структура
Державна служба охорони є підпорядкованою Міністру внутрішніх справ єдиною централізованою системою, очолюваною Департаментом Державної служби охорони при МВС України.
Складається з управлінь, відділів ДСО при головних управліннях МВС в АР Крим, Києві та Київській області, управліннях МВС в областях та Севастополі та підпорядкованих їм підрозділів охорони:
- міських, районних, міжрайонних відділів, відділень, підрозділів воєнізованої охорони

та охоронних підрозділів (цивільна охорона),
- стройових підрозділів міліції охорони,
- спеціальних підрозділів «Титан», інкасації та груп затримання,
- пунктів централізованого спостереження, у тому числі на окремих об'єктах,
- установ та навчальних закладів професійної підготовки працівників охорони

В Києві та Харкові на базі підрозділів ДСО створені центри оперативного управління силами та засобами.
В ДСО працюють спеціалізовані навчальні заклади, одне училище і два Вищих училища професійної підготовки працівників охорони.
Елітні підрозділи ДСО «Титан» — це високопрофесійна особиста охорона, супровід вантажів і цінностей, забезпечення майнової безпеки українців і іноземних громадян. Співробітники «Титану» проходять навчання в спеціальних навчальних центрах, володіють усіма видами вогнепальної зброї, прийомами бойових мистецтв. Рівень професіоналізму «титанівців» визнаний одним з найвищих у Європі. За весь час існування «Титану», його охоронцями не було допущено жодного випадку загибелі, ушкодження чи інших протиправних дій у відношенні до клієнтів.
На сьогоднішній день, «титанівці» забезпечують особисту безпеку понад 400 фізичним особам.
ДСО надає послуги клієнтам з гарантією повної матеріальної відповідальності. Цю можливість забезпечує створена в системі ДСО Українська охоронно-страхова компанія.
ДСО має власну виробничу базу сучасних технічних засобів охорони.
В системі ДСО створений Державний центр сертифікації засобів охоронного призначення, яким вже розроблено понад 250 національних державних та галузевих стандартів, що затверджені Держстандартом України.

## Музей
В Департамент служби охорони при МВС створено музей, що відображає шлях її розвитку. Експозиція містить:
- історичні свідоцтва про історію та розвиток Служби,
- портретну галерею, у тому числі заслужених працівників МВС СРСР, керівників обласних підрозділів та інших працівників,
- розвиток структурних частин підрозділів міліції охорони,
- формений одяг, починаючи з 1923 року,
- зброю, відзнаки та нагороди, сувенірні вироби, технічні засоби охорони,
- матеріали про участь працівників охорони у ліквідації аварії на ЧАЕС та землетрусу у Вірменії і їх героїчне сьогодення,
- відомості про організацію професійної підготовки,
- спортивні досягнення,
- дружні зв'язки та інші експонати.

## Фінансові показники
Будучи державною структурою на повному госпрозрахунку, ДСО регулярно виплачувала податки, щорічно поповнюючи бюджет майже на 600 млн грн.